# Emil Antunić
Emil Antunić (Sombor), glazbenik iz Vojvodine. Poznati je somborski gitarist, tamburaš, autor pjesama, producent i aranžer.

## Životopis
Rođen u Somboru. Odrastao je u obitelji zaljubljenika u glazbu. Antunić je pod očevim utjecajem iskazao zanimanje za gitaru, ali osmom razredu osnovne škole dobio pravu gitaru i uz pomoć učitelja Mišike Majora.
U rodnom gradu stekao svoje osnovno glazbeno školsko obrazovanje. Nastupao je svirajući violinu u filharmoniji osnovne glazbene škole iz Sombora Petar Konjović. Od violine je odustao zbog gudala koje šušti na vrlo visokim frekvencijama, što je poznato onima koji sviraju violinu. Na kraju se odlučio svirati gitaru zbog njene praktičnosti, što nije teška za nositi i držati, osobito jer često svira svadbe i druge "maratonske" zabave. Antunić dobro svira i s tamburaškim glazblaima: kontrom, primom i basprimom, a nerijetko za zasvira i na harmonici ili glasoviru. Osim njih, privatno je učio svirati i trubu, klarinet i saksofon.
Od srednjoškolskih dana intenzivno svira i pjeva. Prvi Antunićev sastav Zildijans bio je rokerski. Zvao se po marki činele. Svirali su pola godine. Prvi ozbiljniji sastav u kojem je svirao u svezi je s odlaskom u HKPD Vladimir Nazor. Nastao je krajem 1984. gdje je susreo basista Mišu Šomođvarca. U HKPD-u je stekao nova znanja svirajući u folkloru kola, igre, razne plesove i pjesme, a s Mišom Šomođvarcem pravi orkestar "Lavočke". U orkestar su dolazili i iz njega odlazili glazbenici, a na kraju su se spojile s orkestrom "Gold", koje je napustio pjevač, gitarist i klavijaturist. Emil je kao gitarist uz još dvoje popunio prazninu, tako da orkestar "Gold" danas uspješno radi sa sedam članova
Nastupao je Antunić s raznim tamburaškim skupinama. Većina njegova rada usmjerena je pravcu pop i rock glazbe. Osim što svira tamburu, svira i akustičnu i električnu gitaru.
Antunićevo pjevanje je na glasu u Somboru i za nj se govori da ima najljepšu boju glasa u Somboru o čemu nebrojene pozitivne kritike. Izvrsne je kontrole glasa svih stilova koje na repertoaru ima Ansambl Ravnica, gdje je vokal, svira basprim i akustičnu gitaru shodno glazbenom pravcu. Glazbeni dar prenio je i na kćeri koje Muzičku akademiju u Novom Sadu.
Djeluje i u HKUD Vladimir Nazor iz Sombora. 1980-ih je HKUD imao školu tambure koju je vodio Zlatoje Pajčić, Đura Parčetić, a poslije i Emil Antunić. Zbog okolnosti, mnogi su tamburaši napuštali Hrvatski dom u Somboru, bilo da su privatni poslovi, sviranja na drugim mjestima i drugo, pa se svaka nova generacija folklorista suočavala s problemom manjka članova za tamburaški orkestar koji bi ih redovito pratio. Problem je predstavljala i profesionalizacija svirača, jer su im se vremenski poklapali nastupi tamburaša i folklorne sekcije. Antunić je odlučio tom problemu stati na kraj i 2000-ih je osnovao u HKUD-u školu tambure. Za razliku od raširene prakse KUD-ova koji forsiraju rad s mlađima, Antunić je namjerno uveo i rad sa starijima, jer smatra da će stariji folkloraši kada nauče svirati ostati u društvu, dok će na jedno vrijeme mlađi otići stvarati glazbenu karijeru.
Pored orkestar ima i obiteljski trio VIS Antunići u kojem osim njega sviraju kćeri Ivana  ( završila srednju glazbenu školu u Novom Sadu) i Marina (završila srednju glazbenu školu u Subotici), a obje su na Glazbenoj akademiji u Novom Sadu. Ivana je završila flautu, a Marina glasovir i tamburu. Izgledno je da bi im se mogao pridružiti sin David koji pohađa glazbeni vrtić.
Obitljski trio sudjelovao je na prva četiri festivala hrvatskih duhovnih pjesama u Subotici HosanaFest.
Sudjelovao na Festivalu bunjevački’ pisama samostalno 2002. skladbom Pisma i 2005. skladbom Salaši stari koja je dobila treću nagradu strukovnih sudaca te s ansamblom Ravnica.
Antunić je poznat kao pjevač i svirač. Sklada, ali rijetko, a ponekad i piše stihove za što kaže da mu je najteže jer je vrlo samokritičan. Antunić ističe suprugu Janju kao osobu koja iz sjene vodi njihovo djelo.